# Rio Fundão
Rio Fundão är ett vattendrag i Brasilien.   Det ligger i delstaten Espírito Santo, i den sydöstra delen av landet, 900 km sydost om huvudstaden Brasília.
Omgivningarna runt Rio Fundão är huvudsakligen savann. Runt Rio Fundão är det tätbefolkat, med 442 invånare per kvadratkilometer.